# Будівля театру імені Станіслава Монюшка

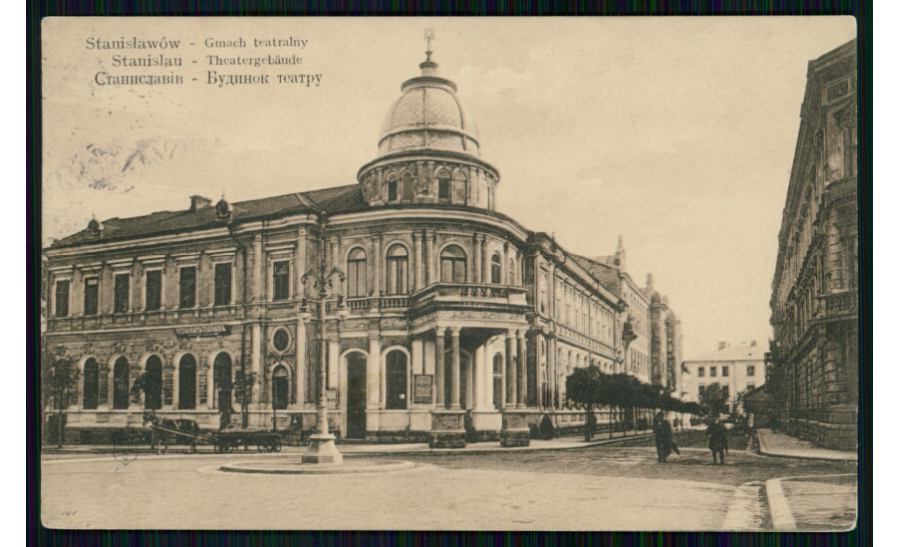
Театр ім. Станіслава Монюшка (1911)

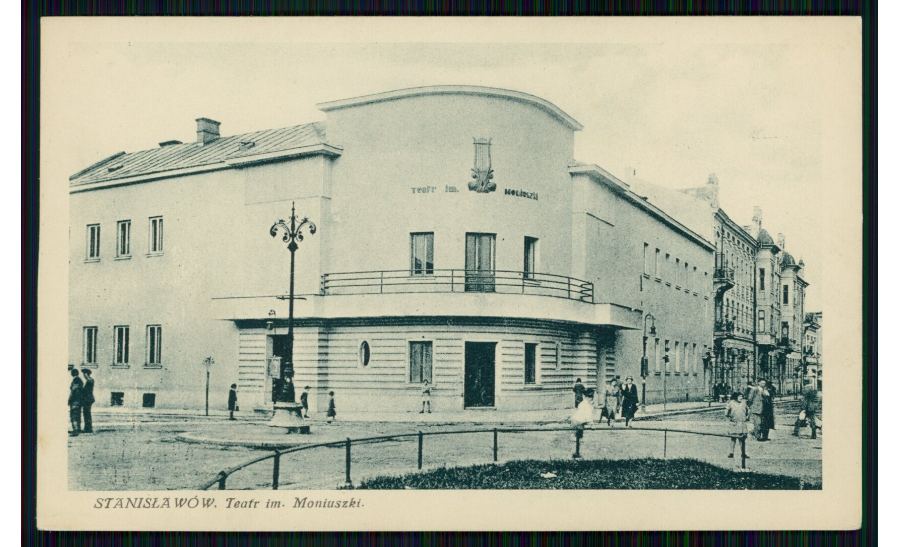
Театр ім. Станіслава Монюшка (до 1939 року)

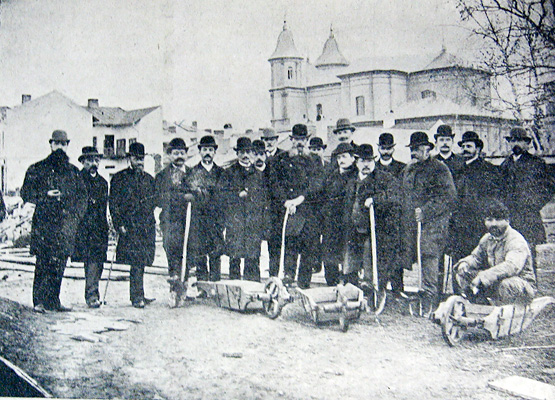
Закладення наріжного каменя 21 травня 1891 року. Архітектор Юзеф Лапіцький — четвертий зліва

Будівля театру імені Станіслава Монюшка — споруда на розі вулиць Фредра (з 1973 року — Крушельницької) та Бельовського (з 1991 року — Леся Курбаса) в місті Івано-Франківську. Пам'ятка архітектури місцевого значення (охоронний номер 340-іф). Приміщення театру збудоване в 1891 році для музичного товариства імені Станіслава Монюшка. З 1980 року в будівлі розміщена Івано-Франківська обласна філармонія імені Іри Маланюк.

## Історія
Ідея зведення будівлі для театру в місті належала музичному товариству імені Станіслава Монюшка. Вони отримали ділянку під будівництво від місцевого магістрату. У конкурсі на будівництво переміг проєкт В. Мілковського[а] (псевдонім архітектора Юзефа Лапіцького), який обійшовся б тільки у 90 000 золотих ринських. 21 травня 1891 року почали будову, а 22 листопада урочисто відкрили приміщення. Уже 5 грудня 1891 року поставили першу виставу — «Дай серцю волю, заведе в неволю» української трупи при товаристві «Руська бесіда» зі Львова. Роботи з внутрішнього оздоблення тривали ще чотири місяці, тому повноцінно театр запрацював з 18 квітня 1892 року.
З 1900 по 1926 роки декілька кімнат у крилі по нинішній вулиці Курбаса займала дворічна професійна торговельна школа.
Під час Першої світової війни у споруду влучили артилерійські снаряди, які пробили дах, пошкодили дерев'яні конструкції та крило з боку вулиці Леся Курбаса. Також будівля вже не відповідала потребам, її потрібно було розширити, тому Товариство почало шукати джерел фінансування. Вартість реконструкції оцінювалася у 250—300 тисяч злотих. Воєвода Броніслав Наконечников-Клуковський очолив відбудовчий комітет.
У 1928—1929 роках здійснили реконструкцію приміщення за проєктом архітектора Станіслава Трелі. На урочистому відкритті були присутні: міністр освіти та віросповідань С. Червінський, директор департаменту мистецтв В. Ястржебовський, директор департаменту шкільництва Т. Ярмінський, воєвода Наконечников-Клуковський, бурмістр тощо.
З 1939 у приміщенні працював музично-драматичний театр імені Франка. У публікації у «Краківських вістях» у серпні 1942 році стверджувалося, що в приміщенні діяв «Драматичний театр імені Івана Франка». 1980 року театр переїхав до більшого приміщення, а у будівлі розмістилася Івано-Франківська обласна філармонія імені Іри Маланюк. 14 серпня 1987 року відкрито меморіальну дошку про виступи корифеїв українського театру Марії Заньковецької, Миколи Садовського та оперної співачки Соломії Крушельницької[b].

## Опис
Це була цегляна двоповерхова Г-подібна у плані будівля, що виходила на вулиці Крушельницької та Леся Курбаса. Крило по вулиці Курбаса було довшим. Напівкругла наріжна частина з банею зі шпилем. Чотириколонний портик на вході. Напівциркульні вікна на першому поверсі, прямокутні — на другому. Будівлю прикрашала ліпнина. Глядацький зал розрахований на 280 місць. Підвал.

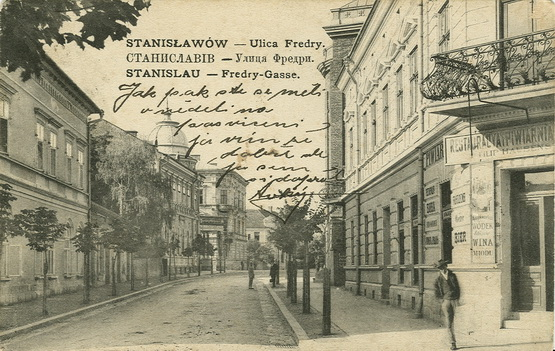
Вид на приміщення театру зі сторони вулиці Крушельницької
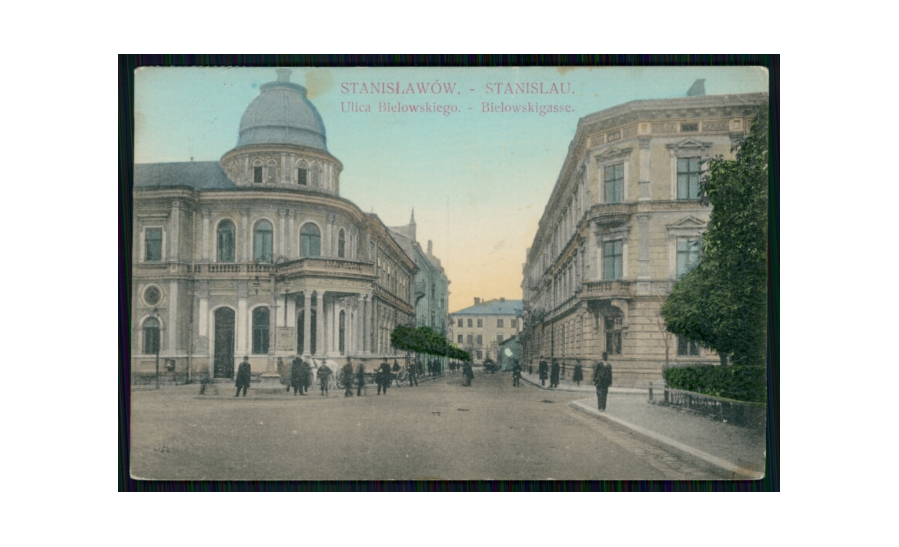
Вид на театр від площі Міцкевича (1909 рік)
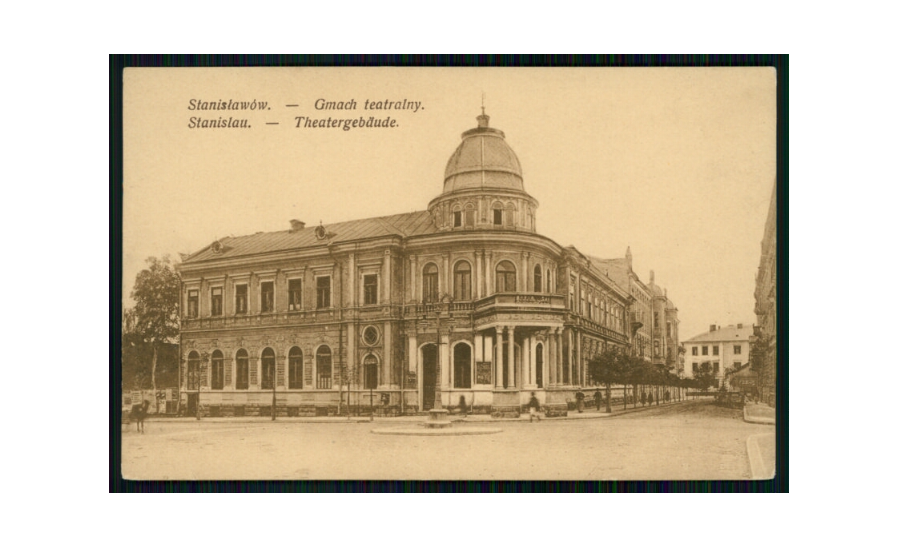
Театр (після 1910 рік)
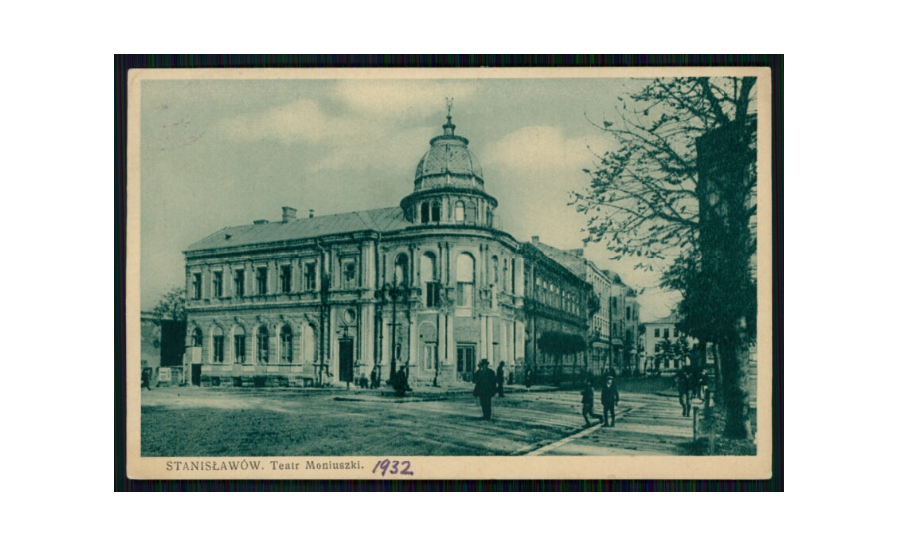
Театр (1932 рік)
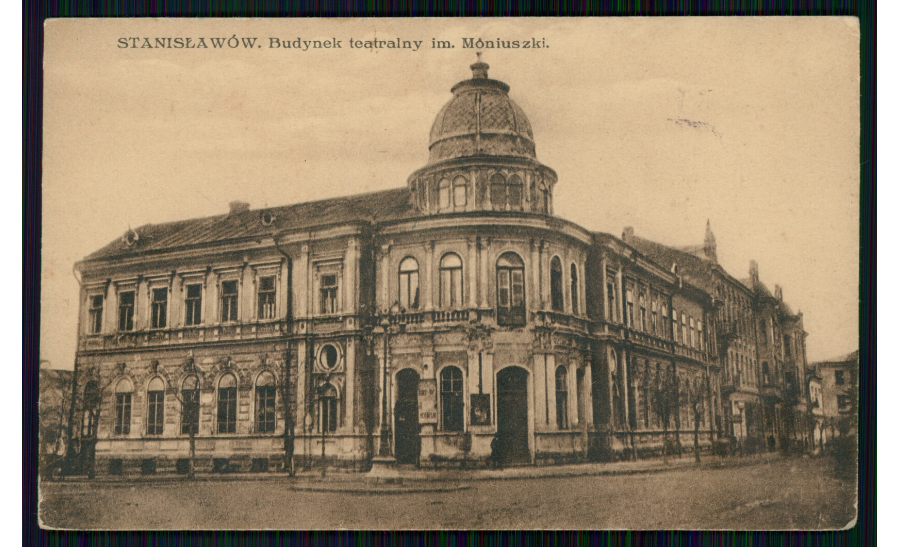
Театр (бл. 1930 року)

Реконструкція 1928—1929 років надала будинку конструктивістських рис: забрали баню і портик, замурували частину вікон і всі вони стали прямокутними, гладкі стіни. Додався балкон. З'явився службовий вхід у крилі по вулиці Крушельницької. Глядацький зал розширили до 550 місць. Переробили балкони другого та третього ярусів, збільшили коридор для публіки, провели електрику та центральне опалення. У 2006—2010 роках до крила по вулиці Крушельницької добудували триповерховий об'єм у неокласицистичному стилі, площею 1500 кв. м. для розміщення репетиційних зал творчих колективів. Ця добудова коштувала 7 мільйонів гривень. 20 грудня 2011 року урочисто відкрили будівлю старого корпусу після капітального ремонту, який обійшовся у близько 20 мільйонів гривень. У результаті ремонту відреставрували концертний зал, зменшивши кількість глядацьких місць до 420, за рахунок збільшення відстані між рядами. Також обладнано місця для осіб із інвалідністю та приладнано пандус для входу до приміщення. Додали малу залу на 70 глядачів.

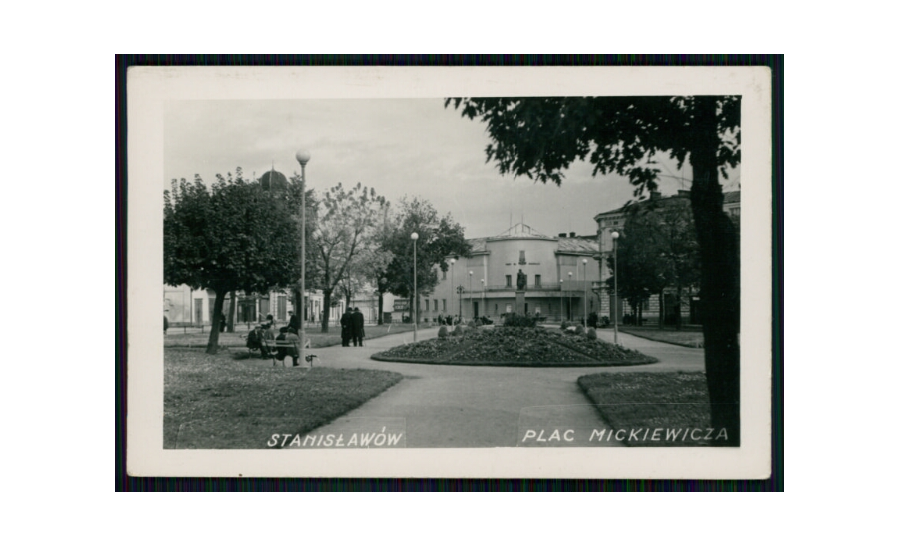
Вид на театр від площі Міцкевича
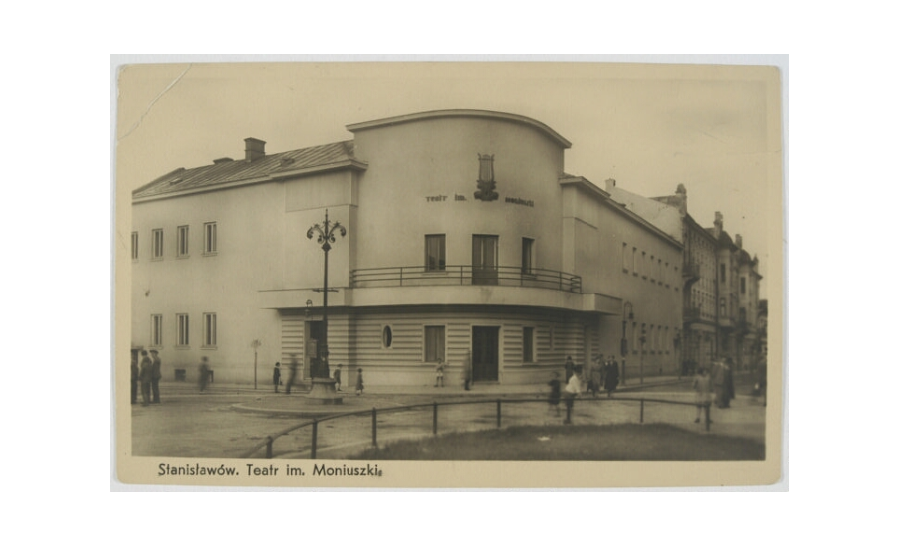
Приміщення  (до 1939 року)
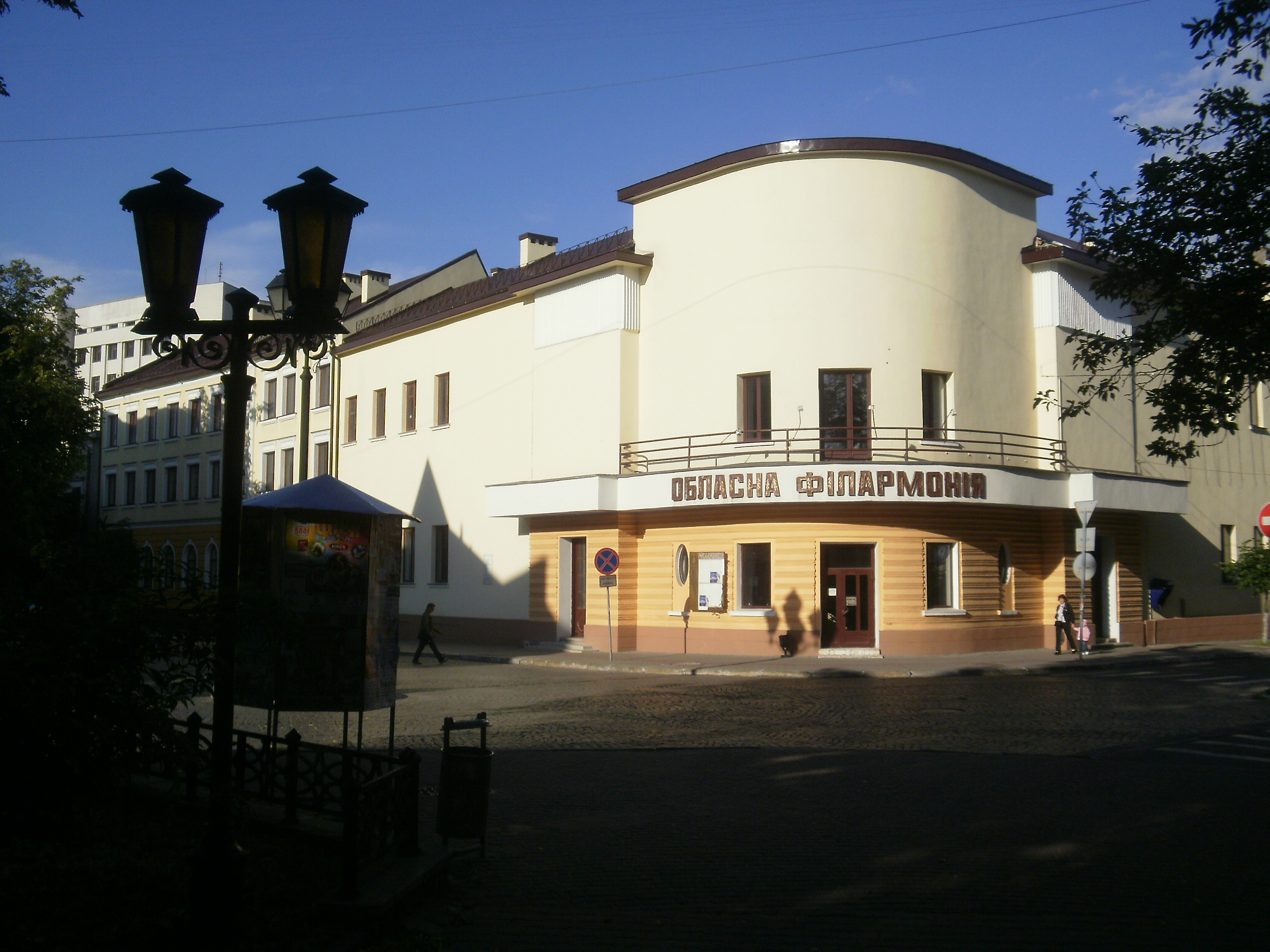
Приміщення філармонії (2011 рік)
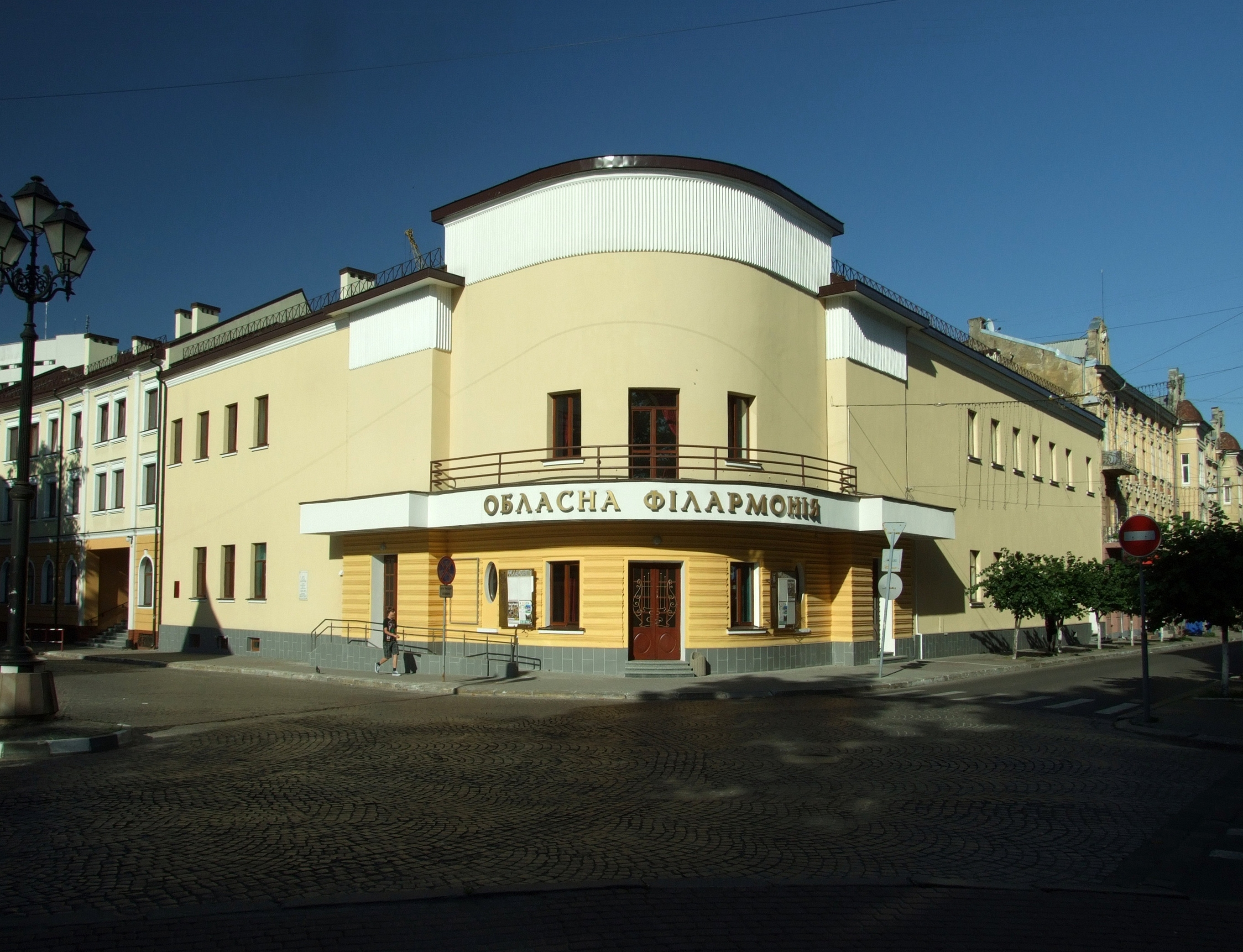
Приміщення філармонії (2012 рік)
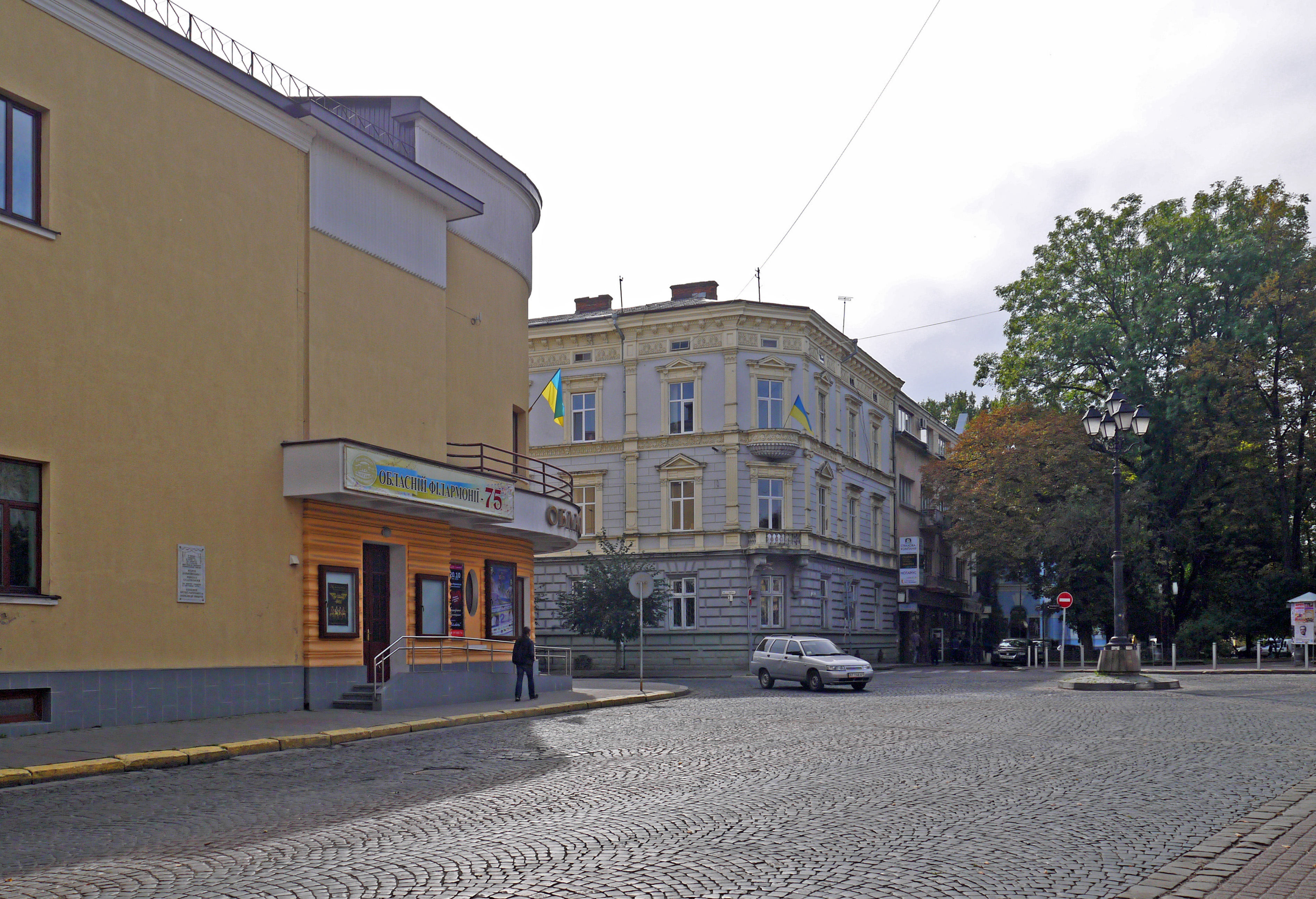
Вид на філармонію зі сторони Крушельницької (2016 рік)

## Виноски
1. ↑  Іван Бондарев; Михайло Головатий (17.04.2014). Вулиця Фредра. report.if.ua. Газета «Репортер». Архів оригіналу за 24 лютого 2020. Процитовано 25.02.2020.
2. ↑  Іван Бондарев; Михайло Головатий (25.04.2014). Слідами старого Станиславова. Вулиця Бельовського. report.if.ua. Газета «Репортер». Архів оригіналу за 24 лютого 2020. Процитовано 25.02.2020.
3. 1 2  Діяльність музтовариства Монюшка, 2004, с. 457.
4. 1 2 3  Пам'ятки історії та культури Івано-Франківська, 2016, с. 82.
5. ↑  Іноді — Йозеф Ляпіцький, див.: Діяльність музтовариства Монюшка, 2004, с. 457.
6. 1 2 3  Іван Бондарев (17.03.2011). Філармонія імені театру. report.if.ua. Газета «Репортер». Архів оригіналу за 24 лютого 2020. Процитовано 25.02.2020.
7. ↑  Пам'ятки історії та культури Івано-Франківська, 2016, с. 84.
8. 1 2 3  Пам'ятки історії та культури Івано-Франківська, 2016, с. 83.
9. 1 2  Діяльність музтовариства Монюшка, 2004, с. 462.
10. ↑  Містами й селами Галичини // Краківські вісті. — 1942. — Р. ІІІ. — Ч. 185 (22 серпня). — С. 3.
11. 1 2  Пам'ятки історії та культури Івано-Франківська, 2016, с. 85.
12. ↑  Великі входини у філармонію. news.if.ua. 23.11.2010. Архів оригіналу за 25 лютого 2020. Процитовано 25.02.2020. [Архівовано 2020-02-25 у Wayback Machine.]
13. 1 2  Відкрили оновлену філармонію (ФОТО). report.if.ua. Газета «Репортер». 20.12.2011. Архів оригіналу за 25 лютого 2020. Процитовано 25.02.2020.